# Ana Terra (ilustradora)
Ana Terra (Porto Alegre, 20 de Janeiro de 1985) é uma ilustradora e escritora.
Seu trabalho na literatura iniciou-se em 2004 quando ilustrou um poema para o livro Espantalhos de Marciano Vasques, Editora Noovha América. Suas ilustrações participaram de exposições dentro e fora do Brasil, como, por exemplo, a Biennial of Illustrations Bratislava, (BIB) em 2009. Também recebeu o selo de Altamente Recomendável pela Fundação Nacional do Livro Infantil e Juvenil com o livro Sete Histórias para Contar (2008), de Adriana Falcão, Editora Salamandra, e com o Pra Saber Voar, de sua autoria, Editora Abacatte.
Esteve por três edições entre os finalistas do Prêmio Açorianos de Literatura, indicada na categoria de Melhor Livro Infantil. Com o livro E o Dente Ainda Doía, recebeu o prêmio 30 Melhores Livros do Ano de 2013, pela Revista Crescer, e este teve distribuição em todo território nacional através do programa de leitura Ler para uma criança, realizado pela Fundação Itaú Social.

## Obra

### Como escritora
- E o Dente Ainda Doía (Editora DCL).[8]
- Pra Saber Voar (Editora Abacatte).
- O P do Pato ( Editora Moderna).
- Por um Fio (Editora Scipione).

### Como ilustradora (infantis)
- ABC do Millôr - Millôr Fernandes (Nova Fronteira).[9]
- Sobe Desce com a Nina - Kleiton Ramil, (Libretos Editora).
- Mula sem Cabeça e outras Histórias - Sylvia Orthof (Rovelle).
- Ave em Conserto - Mirna Pinsky (Formato).
- A Professora Encantadora - Márcio Vassallo (Editora Abacatte).[10]
- Criando Craca - Christina Dias (Editora Jujuba).[11]
- Galo Barnabé Vai ao Balé - Jonas Ribeiro (Editora Brinque-Book).
- Sete Histórias para Contar - Adriana Falcão (Editora Salamandra).[3]

### Como ilustradora (livros juvenis)
- Zoiudo, o Monstrinho que Bebia Colírio - Sylvia Orthof (Nova Fronteira).
- Fios e Nós - Tânia Alexandre Martinelli (Editora Moderna).[12]
- Fala, Bicho! - Silvana Tavano (Editora Moderna).
- O Segredo da Xícara Cor de Nuvem - Sonia Barros (Editora Moderna).
- Sopa de Pedra - Edy Lima (Companhia Editora Nacional).